# Organização político-administrativa da Bósnia e Herzegovina
A Bósnia e Herzegovina é uma federação composta de duas entidades politicamente autónomas: a Federação da Bósnia e Herzegovina e a República Sérvia, mais o distrito de Brčko, sendo considerado uma terceira entidade, mas na verdade, é uma área comum e livre das duas entidades.